# کژان
کژان (به لهستانی:  Krzan) یک روستا در لهستان است که در گمینا کوشچیان واقع شده‌است.
 کژان  ۷۹ نفر جمعیت دارد.